# Descubriendo a John Cazale
I Knew It Was You: Rediscovering John Cazale, titulado en español Descubriendo a John Cazale, es un documental de 2009 acerca del actor John Cazale, dirigido por Richard Shepard y producido por Brett Ratner, Stacey Reiss y Shepard. El documental repasa los cinco largometrajes en los que actuó Cazale, repasando escenas de esas películas y las características del actor a través de entrevistas a figuras allegadas al actor, como Al Pacino y Meryl Streep; compañeros de reparto y directores, entre ellos Robert De Niro, Gene Hackman, Francis Ford Coppola y Sidney Lumet; y actores que no lo conocieron pero que recibieron su influencia, como Steve Buscemi, Philip Seymour Hoffman y Sam Rockwell.

## Antecedentes
Titulado en referencia a la famosa frase dirigida al personaje de Cazale, Fredo Corleone, en El padrino II, el documental es una retrospectiva de la distinguida carrera de Cazale como actor, la cual finalizó demasiado pronto a sus cuarenta y dos años de edad, debido a un cáncer de pulmón que terminó con su vida.
Cazale fue el actor favorito de Richard Shepard desde que vio El padrino en el cine a los catorce años de edad. En cierto punto, Shepard comenzó a buscar información sobre el actor, pero lo que encontró fue escaso o incorrecto. Fue entonces cuando decidió que realizaría el documental. «Empezó como una historia de detectives, no sabía nada», admitió Shepard. «Muchas veces los documentales saben las respuestas a las preguntas que hacen y solo buscan gente que hable para exponer sobre el tema y este no fue el caso», agregó. Aun sin contar con el apoyo de HBO, el director comenzó financiando la película él mismo, filmando entrevistas al director Sidney Lumet y al hermano de John Cazale, Steven Casale. Posteriormente intentó contar con la presencia de la pareja de Cazale al momento de su muerte, Meryl Streep, pero esta se negó. El director tardó alrededor de un año convencer a Streep de aparecer en el documental, que nunca había hablado de Cazale frente a las cámaras. Una vez que Streep aceptó, HBO se unió al proyecto. Streep aceptó, en parte, a pedido de Steven Casale. Al mismo tiempo, después de leer que Cazale era el actor favorito de Brett Ratner, Shepard lo contactó y le contó que iba a filmar un documental sobre el actor: «Brett dijo: ‘Voy a conseguirte el financiamiento para esta película’, e hizo literalmente una llamada telefónica a HBO y, bajo su palabra, nos consiguió el financiamiento». Las entrevistas a amigos y compañeros de trabajo de Cazale se llevaron a cambo durante cuatro meses; Shepard quería entrevistar a Christopher Walken pero estaba ocupado al momento de filmar y esperarlo hubiese retrasado el estreno en Sundance. También intentó entrevistar a Michael Cimino, quien se negó rotundamente.

## Estreno
Descubriendo a John Cazale se estrenó en el Festival de Sundance de 2009 y se transmitió por HBO el 1 de junio de 2010. En España se transmitió por televisión en junio de 2009 y en Latinoamérica se transmitió por HBO. En 2010, se lanzó en DVD por Oscilloscope Laboratories. Adam Yauch, director de Oscilloscope, dijo: «Oscilloscope es el Fredo del cine independiente, así que es un honor lanzar esta película». Como extras, la edición en DVD incluyó entrevistas de mayor duración a Al Pacino e Israel Horovitz, que añaden información sobre la vida y carrera del actor; los cortometrajes The American Way —primer filme en el que actuó— y The Box —donde trabajó como director de fotografía—.

## Recepción

### Crítica
Matt Zoller Seitz indicó que «esta película te lleva dentro del proceso, dentro del oficio, el trabajo y muestra que se trata de valentía, conocimiento, habilidad y elecciones». El crítico concluyó diciendo: «Este es uno de los mejores documentales sobre actuación que jamás hayas visto. Lo único que realmente se puede decir en contra es que a uno le gustaría que fuera más largo, pero dado el tema, terminar la historia antes de que estuviéramos listos se siente tristemente correcto». Victoria Large escribió que «mientras Descubriendo a John Cazale funciona como una maravillosa retrospectiva de la carrera para los fans o una gran introducción para los recién llegados, el poder real del documental está en la yuxtaposición de momentos más destacados de la carrera de Cazale con los tibios recuerdos de sus amigos y los hechos biográficos de su vida». En una reseña para Slant Magazine, Chris Cabin comentó que el filme «contiene una gran cantidad de cariño y admiración por su tema sin ser moralista, ostentoso o demasiado nostálgico». Brian Lowry de Variety opinó que «para cualquiera que extrañe los clásicos de los años 1970, la invitación de HBO a Descubriendo a John Cazale es una oferta que no debe rechazar». Los sitios web de cine Screen Rant y MovieWeb incluyeron a Descubriendo a John Cazale en sus listas de los mejores documentales sobre actores.
Don R. Lewis de Film Threat sintió que la película no cubrió de forma apropiada los primeros años de Cazale, escribió: «Desde sus incómodos cuarenta minutos de duración hasta la manera en que el director Richard Shepard saltea la vida del actor por fuera de la actuación, no me pareció que hubiese suficiente como para hacer que este documental fuese realmente especial. Dicho esto, Descubriendo a John Cazale es un excelente tributo a un buen actor y una buena manera de conocer los papeles y la ética de trabajo de Cazale». De forma similar, The Hollywood Reporter escribió que «aunque proporciona una idea de las razones subyacentes del legado de Cazale, nunca llega lo suficientemente profundo».

### Premios
- Premio del público en el Festival Internacional de Cine de Newport (2009).[17]